# Mäurer & Wirtz
Pour les articles homonymes, voir Maurer et Wirtz.
Mäurer & Wirtz est un groupe allemand de cosmétiques et de produits de beauté dont l'origine remonte à 1845.

## Origines
Originaires de Rhénanie, Michael Mäurer et son beau-fils Andreas August Wirtz ouvre une boutique de savons en 1845 à Stolberg.
En 1884, Mäurer & Wirtz lance une marque de lessive.
En 1946, Hermann Wirtz ouvre l'usine Chemie Grunenthal dérobée à leurs propriétaires juifs pendant la période nazie et où furent produits les funestes médicaments thalidomide pendant les années 1950 et 1960.
En 1959, sort le parfum pour homme Tabac Original (écorces, musc et ambre), qui connaît un succès international.
En 2007, le groupe Mäurer & Wirtz rachète la gamme des eaux de Cologne 4711.
En novembre 2011, Mäurer & Wirtz rachète la licence des parfums Baldessarini à Procter & Gamble.
En 2016, Mäurer & Wirtz lance les pop-up Tabac Barbershop dans les aéroports, un concept de barbier[pas clair] pour voyageurs en transit utilisant les produits de la gamme Tabac Original,. L'entreprise s'implante également dans les aéroports d'Asie et du Moyen-Orient.

## Développement

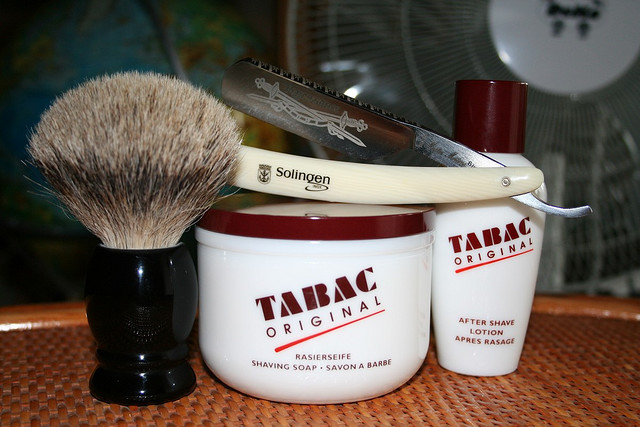
La « Gamme Tabac », lancée en 1951.

Depuis 1992, le groupe représente un certain nombre de licences et de marques, dont :
- Baldessarini (Ultimate[6], Cool Force[7])
- Betty Barclay
- s.Oliver
- Otto Kern
- NewYorker
- Strellson
- 4711